# Truman Michelson
Truman Michelson   (New Rochelle, 11 d'agost de 1879 - Washington DC, 26 de juliol de 1938) va ser un lingüista i antropòleg que va treballar des de 1910 fins a la seva mort per al Bureau of American Ethnology a la Smithsonian Institution. També va ocupar un lloc com a etnòleg a la Universitat George Washington de 1917 fins a 1932.
Michelson estudià lingüística històrica indoeuropea a la Universitat Harvard, completant la seva tesi doctoral el 1904, continuant els estudis a les Universitats de Leipzig i Bonn el 1904-1905, i continuà estudiant amb Franz Boas.
Després d'unir-se al Bureau of American Ethnology, Michelson començà un extensiu programa de recerca de camp sobre llengües ameríndies dels Estats Units. La major part de la recerca de Michelson es va centrar en les llengües algonquines. Les bibliografies de les seves publicacions estan disponibles a Boas (1938), Cooper (1939), i Pentland i Wolfart (1982). Va ser l'autor d'un influent estudi inicial classificant els idiomes algonquins, encara que una àmplia investigació ha superat enterament l'esforç pioner de Michelson.
Gran part de la seva recerca es va centrar en el poble fox i la seva llengua, del que en va sortir una extensa llista de publicacions sobre etnologia i lingüística fox. Michelson va utilitzar parlants nadius de la llengua per escriure històries fox en la versió fox del sil·labari algonquí dels Grans Llacs, resultant-ne una gran col·lecció de materials no publicats. Goddard (1991,1996) analitza el material en alguns d'aquests textos. Un text important d'aquest corpus, The Owl Sacred Pack, ha estat publicat recentment. Un dels textos obtinguts d'aquesta manera que Michelson publicà, The autobiography of a Fox Indian woman, ara està disponible en una edició més completa, amb una transcripció revisada del text original i anàlisi lingüística integral.
Michelson també va ajudar en la preparació i la publicació pòstuma d'una sèrie de projectes de manuscrits inèdits posteriors a la mort prematura de William Jones. Entre ells hi havia: (a) una important col·lecció de dos volums de textos en idioma ojibwa amb traduccions que Jones havia obtingut al nord-oest d'Ontario a la reserva ojibwa Fort William, i prop del llac Nipigon, a més dels relats recollits al nord de Minnesota; (b) un volum de texts kickapoo; i (c) un article en fox per al primer Handbook of American Indian languages.
També va realitzar investigacions de camp sobre, entre d'altres, arapaho; shawnee; peoria; kickapoo; munsee i unami, dues llengües delaware; notes recollides i textos en escriptura sil·làbica dels dialectes cree al Quebec i al nord d'Ontario; notes d'antropologia física sobre els blackfoot i xeiene; texts inuits del riu Great Whale, Quebec, i altres. Es troba disponible en línia una llista completa de tots els materials d'arxiu de Michelson a la National Anthropological Archives de la Smithsonian Institution.
Michelson va participar en un debat important amb Edward Sapir a causa del seu rebuig a la proposta de Sapir que els idiomes algonquins estaven relacionats amb wiyot i yurok, dues llengües de Califòrnia, a través de la pertinença comuna a la família lingüística àlgica. Tot i que va criticar durament la proposta de Sapir, els vincles històrics entre algonquines, yurok i wiyot ara s'accepten com a indiscutibles.